# Salut de Bellamy
Pour les articles homonymes, voir Bellamy.

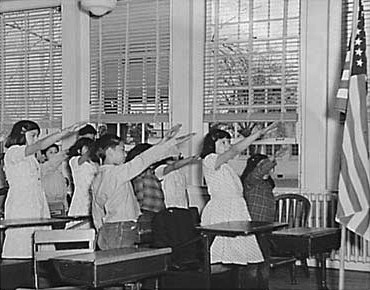
Écoliers faisant le salut de Bellamy au drapeau des États-Unis en 1941.

Le salut de Bellamy (en anglais Bellamy salute) est le salut décrit par le pasteur américain Francis Bellamy (1855-1931) pour accompagner le Pledge of Allegiance, le Serment d'allégeance au drapeau des États-Unis dont il est l'auteur. Il fut aussi connu sous le nom de flag salute (salut du drapeau). Durant les années 1920 et 1930, les fascistes italiens puis les nazis adoptèrent un salut similaire, créant une controverse sur l'usage du salut de Bellamy aux États-Unis. Il fut officiellement remplacé par la main sur le cœur quand le Congrès américain amenda le Flag Code le 22 décembre 1942, sous la présidence de Franklin Delano Roosevelt.